# Macée de Léodepart

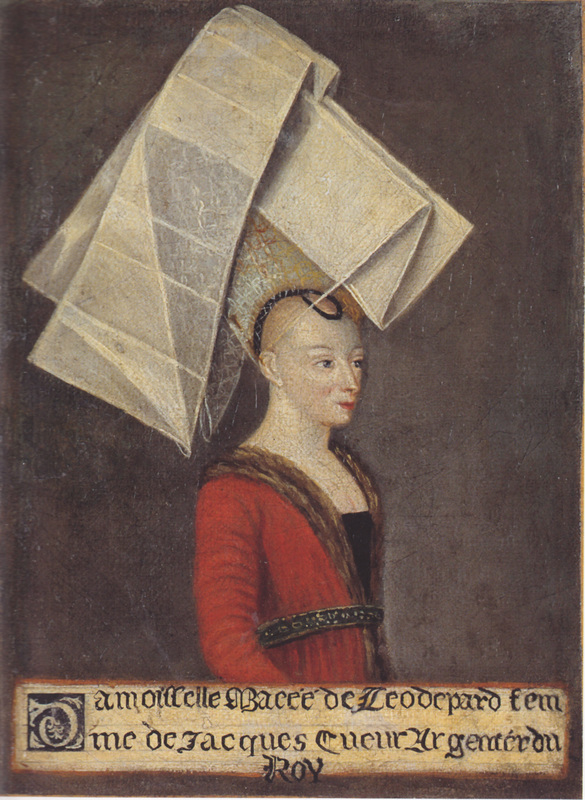
Macée de Léodepart, Tafelbild im Musée du Berry von 1900–1906, vielleicht Kopie eines zeitgenössischen Fensterbilds

Macée de Léodepart (geboren um 1403 in Bourges; gestorben Januar/März 1453 ebenda) war die französische Ehefrau des Kaufmanns und Finanziers Jacques Coeur.

## Biographie

### Herkunft
Zu Beginn des 15. Jahrhunderts lebte in Bourges Lambert de Léodepart, Spross einer flämischen Familie mit Namen Lodderpop, der französisiert wurde. Er war Kammerherr beim Herzog von Berry und später Vogt von Bourges. Lambert hatte Jeanne Roussard (auch Roussart oder Ronsart) geheiratet, die Tochter von Jean Roussard, dem Münzmeister von Bourges. Mit ihrer Tochter Macée lebte die Familie in der Rue d’Auron in einem Haus, das an dasjenige des wohlhabenden Kaufmanns Pierre Coeur, des Vaters von Jacques Coeur, angrenzte.

### Hochzeit
Macée heiratete Jacques Coeur 1418 oder 1419, eine Ehe, die ihm einen weiteren sozialen Aufstieg und finanzielle Unterstützung für den Beginn seiner Berufslaufbahn bot. Das Datum lässt sich erschließen, da ihr ältester Sohn Jean Coeur im August 1446 zum Erzbischof von Bourges gewählt wurde, wobei vermerkt ist, dass er noch nicht 26 Jahre alt war.
Sie wurde im April 1440 zusammen mit ihrem Mann von Karl VII. geadelt. Ihr Wappen wurde festgelegt als: Von Silber, belegt mit drei schwarzen Schrägbalken, der erste belegt mit einem goldenen Stern.

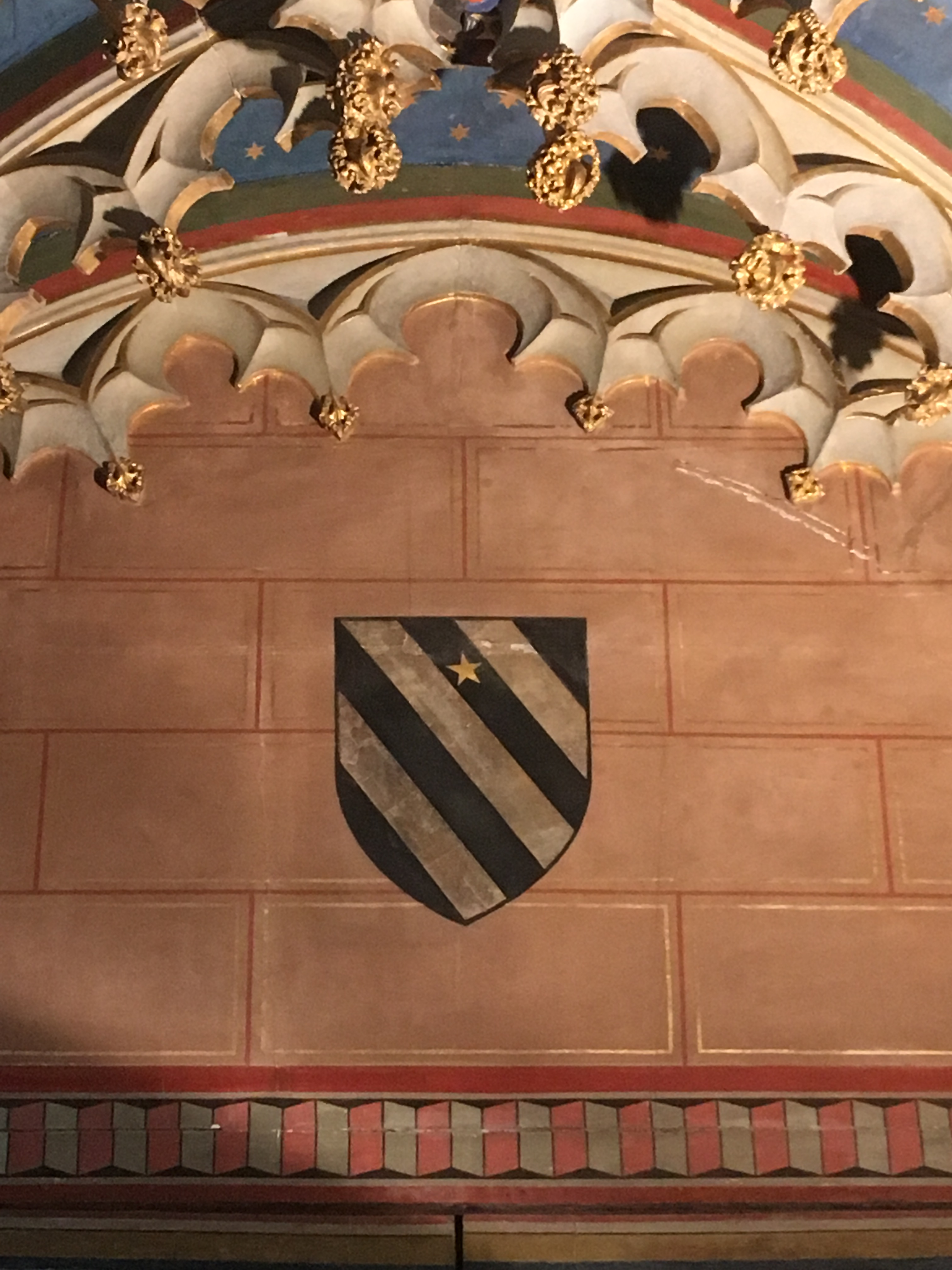
Wappen von Macée de Léodepart in der Hauskapelle des Palais Jacques Coeur, Bourges

### Tod und Nachruf
Jacques Coeur selbst sagte anlässlich ihres Todes zu Beginn des Jahres 1453 laut des Protokolls von Guillot Terpaut an die königlichen Kommissare von ihr, dass „sie alles ausgab und verstreute, was sie in ihren Händen hatte, so dass sie nur das Geringste von dem hinterlassen habe, was er in seinem Hause pflege“. Es ist nicht sicher, ob diese Behauptung aufrichtig war, da sie während der Gefangenschaft des großen Finanziers geäußert wurde; vielleicht ging es darum, seine Frau oder einen Teil ihres Vermögens zu schützen. Es scheint vielmehr, dass ihr Auftreten eher bescheiden war. Ihre „Hüte, Gürtel, perlenbestickte Taschen und anderen Kleidungsstücke waren nicht sehr reich“, so der oben schon erwähnte Guillot Terpaut, der ein Bediensteter Jacques Coeurs war, bei einer Befragung über die Besitztümer seines Herrn.
Der Chronik gemäß starb Macée de Léodepart „vor Trauer“ während der Gefangenschaft ihres Mannes und wurde im Angesicht ihres Palais im Kirchenschiff von Saint-Aoustrille (Austregisilus) beigesetzt. Ihr Grabmal, das die Inschrift „cy gist Macée de Lodderpap, femme de Sire Jacques Cuer“ trug, und der Transi, der sie mit einem einzigen Leintuch bekleidet darstellte, verschwanden im Laufe des 17. Jahrhunderts. Auch von der Kirche sind im 21. Jahrhundert nur noch das erste Joch des romanischen Hauptschiffs, der Lettner aus dem 15. Jahrhundert und ein Garten, unter welchem sich die Krypta befindet, erhalten.

## Nachkommenschaft
Macée und Jacques Coeur hatten sechs Kinder:
- Jean Coeur, Erzbischof von Bourges (1446 – 1483)
- Henri Coeur (* 1429), Kanzler des Domkapitels von Bourges, Dekan des Domkapitels von Limoges und Kanoniker der Sainte-Chapelle von Bourges
- Rayaud oder Renaud Coeur soll seinem Vater bei Geschäften in Katalonien geholfen haben, verstarb aber bereits im Jugendalter.
- Geoffroy Coeur († 11. Oktober 1488), dem Karl VII. (1457) und später Ludwig XI. (1463) jeweils Teile des Nachlasses seines Vaters zurückgaben und der 1463 Isabeau, die Tochter des Großmeisters der französischen Artillerie Jean Bureau heiratete, wurde später Baron de Saint-Fargeau.
- Geoffrette Coeur,[3] die Jean II. de Cambrai, Sieur de La Tour, heiratete, den Großbrotmeister von Frankreich
- Perrette Coeur, Ehefrau (1447) von Jacquelin Trousseau, Junker und Burggraf von Bourges, möglicherweise nach dessen Tod um 1471 als Klarissin ins Kloster gegangen